# Zygmunt Włodzimierz Skórzewski
Zygmunt Włodzimierz Witold Skórzewski herbu Drogosław (ur. 3 maja 1894 Czerniejewo, zm. 10 maja 1974 Cardosella, Korsyka) – polski arystokrata, rotmistrz Wojska Polskiego. II ordynat na Łabiszynie oraz IV ordynat na Czerniejewie-Radomicach, w 1922 posiadał majątki ziemskie o powierzchni 18 870 ha, hrabia.

## Życiorys
Był synem hrabiego Witolda Stefana Skórzewskiego i księżniczki Marii Radziwiłł. Pochodził ze starej i zasłużonej rodziny, która doszła do wysokich urzędów i niemałej fortuny, a dzięki przemyślanym mariażom weszła w krąg arystokracji. Wychowywał się razem z bratem Karolem oraz siostrą Marią (późniejszą Adolfową Bnińską).
Zygmunt Skórzewski wziął czynny udział w powstaniu wielkopolskim, za co Niemcy wydali na niego wyrok śmierci – nie wykonano go. W 1924 został przeniesiony do rezerwy. Przebywając w Paryżu 15 czerwca 1927 ożenił się z księżniczką Leontyną Radziwiłł, córką Michała i Marii de Bernadaky. Nowożeńcy zamieszkali w pałacu w Czerniejewie, który był odtąd rozbudowywany przez właścicieli, uzyskując wygląd współczesny. W nim właśnie narodziły się dzieci Zygmunta i Leontyny: Maria (1928), Jadwiga (1930) i Leon (1933). 
II wojna światowa zastała Skórzewskich w Czerniejewie. Hrabia Zygmunt, co oczywiste, zgłosił się do swojego 16 Pułku Ułanów Wielkopolskich w Bydgoszczy, ale nie został wcielony ze względu na swój wiek (45 lat). Wtedy podjął decyzję o podróży wraz z żoną na Kresy, do Ołyki - dóbr Radziwiłłów. Pożyczonym z pałacu nieborowskiego powozem, dotarli na miejsce 17 września, kiedy na ziemie polskie wkroczyła armia radziecka. Radziwiłłów aresztowano, a potem wywieziono na Sybir. Skórzewscy (już z dziećmi, wysłanymi do Ołyki w sierpniu) zostali wtrąceni do zamkowych lochów, skąd potem wyrzucono ich wprost na ulicę.
Zarówno Czerniejewo, jak i Lubostroń zostały zajęte we wrześniu przez Niemców, a majątki Skórzewskich skonfiskowane.
Zygmunt Skórzewski, wraz z rodziną, ewakuował się z Polski przez Rumunię. W ambasadzie francuskiej w Bukareszcie otrzymali wizy i niezwłocznie udali się na Zachód, podróżując Orient Expressem. Będąc już we Francji, Zygmunt Skórzewski zgłosił się do polskich oddziałów wojskowych i otrzymał misję zorganizowania pomocy dla polskich żołnierzy w Hiszpanii. W późniejszym okresie działał głównie we Włoszech, gdzie polskie i alianckie władze liczyły na jego rozległe znajomości wśród tamtejszej arystokracji (np. ciotka jego żony była damą dworu królowej Włoch). Na prośbę Brytyjczyków zabiegał o przejście na stronę aliantów, co z oczywistych powodów nie podobało się niemieckim przedstawicielom w Rzymie. Pod naciskiem owych nazistowskich rezydentów zostali Skórzewscy zamknięci w więzieniach (osobno Zygmunt, osobno Maria), a dzieci dostały się pod opiekę pracowników polskiej ambasady w Rzymie.
Kiedy w 1943 na Półwyspie Apenińskim wylądowali alianci, żołnierze nazistowscy wywieźli Skórzewskich do Berlina (dzieci zostały w Rzymie). W tym okresie Zygmunt Skórzewski spędził kilka tygodni w obozie koncentracyjnym w Buchenwaldzie. Dzięki staraniom między innymi papieża Piusa XII zostali zwolnieni przez Niemców tuż przed końcem wojny, po 32 miesiącach niewoli.
Już wolni, wyruszyli Skórzewscy do Rzymu po dzieci, pokonując drogę przez Szwecję (pomógł im bratanek króla Gustawa V) oraz Londyn. Po wojnie nie mieli środków do życia, ponieważ Zygmunt nie otrzymał zaległego żołdu, a ich oszczędności zdeponowane w zachodnich bankach wykorzystano, by pomóc polskim żołnierzom. 
Rodzina Skórzewskich osiadła na Korsyce i kupiła gaj oliwny. Hrabia Zygmunt nawet po latach utrzymywał kontakt ze starymi kompanami z linii frontu. 1 stycznia 1964 został awansowany do stopnia rotmistrza.
Zmarł 10 maja 1974 w Cardoselle na Korsyce w wieku 80 lat. Został pochowany w grobowcu rodziny Giaccobich na cmentarzu w Cervione.  